# Aldo Crivelli
Aldo Crivelli (Chiasso, 18 giugno 1907 – Locarno, 12 luglio 1981) è stato un artista e archeologo svizzero, studioso e promotore culturale del Canton Ticino.

## Biografia
Aldo Crivelli nasce a Chiasso nel 1907 da famiglia modesta, studia all'Accademia di Monza e consegue il diploma in Arti decorative.

Crivelli negli anni 70

Dopo gli studi segue un periodo di insegnamento, ma sarà soprattutto come promotore e archeologo che Crivelli si farà notare a livello cantonale. Era un uomo estremamente versatile e si interessò a svariate discipline: la storia, l'archeologia, l'arte, la museologia, la matematica, l'editoria, per citarne soltanto alcune.
L'archeologia è stata senza dubbio uno dei suoi principali campi d'interesse, ad essa dedica gran parte della sua ricerca vantando un'ampia bibliografia sull'argomento. Nel 1943 scrive ad esempio L'Atlante preistorico e storico della Svizzera Italiana, volume che ancora oggi è ritenuto valido.
Crivelli non è soltanto uno studioso ma è anche un archeologo formato sul campo: prende parte a numerose campagne di scavo, partecipando in prima linea al rinvenimento di varie importanti necropoli, le Castelliere di Tegna e il Ripostiglio di un fondiere di Bronzo ad Arbedo e alcuni dei reperti scavati si possono vedere oggi ai Musei dei Castelli di Bellinzona e Locarno.
Accanto ai vari impegni istituzionali, Crivelli si dedica anche a scritture più divulgative, nel 1938 fonda la «Rivista Storica Ticinese» che sarà edita fino al 1946 ma anche dopo continuerà a scrivere regolarmente, anche con gli pseudonimi “Lallo Vicredi”, “Settebello” e “Gavroche”, su quotidiani e riviste, distinguendosi per la sua penna forbita e pungente e affrontando questioni di carattere culturale, politico e di attualità. Pubblicherà vari libri e articoli sull'arte e l'archeologia soprattutto ticinese, curando ad esempio alcuni dei volumi dedicati agli artisti ticinesi nel mondo.
Aldo Crivelli era anche un pittore. Tra le sue opere spicca una vocazione per il disegno. Partecipava, alla stregua degli artisti ticinesi a lui contemporanei, alle varie esposizioni collettive ed è stato celebrato con una mostra personale nel 1975 a Locarno. Oggi il patrimonio artistico e documentale di Aldo Crivelli è conservato per lo più presso la Fondazione Museo Mecrì di Minusio, che periodicamente organizza mostre tematiche ispirate al suo percorso.